# الاتحاد الدولي للفيزياء البحتة والتطبيقية
الاتحاد الدولي للفيزياء البحتة والتطبيقية (بالفرنسية: Union internationale de physique pure et appliquée أو اختصارا UIPPA)‏ و(بالإنجليزية: International Union of Pure and Applied Physics أو اختصارا IUPAP)‏ هو منظمة دولية غير حكومية تتمثل مهمتها في المساعدة في تطوير الفيزياء في جميع أنحاء العالم، وتعزيز التعاون الدولي في الفيزياء، والمساعدة في تطبيق الفيزياء نحو حل المشاكل التي تهم البشرية. تأسس الاتحاد في عام 1922 وعقدت الجمعية العامة الأولى في عام 1923 في باريس.
ينفذ الاتحاد الدولي للفيزياء البحتة والتطبيقية هذه المهمة من خلال: رعاية الاجتماعات الدولية؛ تعزيز الاتصالات والمنشورات؛ تشجيع البحث والتعليم؛ تعزيز التداول الحر للعلماء؛ الترويج للاتفاقيات الدولية بشأن استخدام الرموز والوحدات والتسميات والمعايير؛ والتعاون مع المنظمات الأخرى في المشكلات التأديبية والمتعددة التخصصات.
الاتحاد الدولي للفيزياء البحتة والتطبيقية عضو في المجلس الدولي للعلوم (ICSU).

## روابط خارجية
- الموقع الرسمي (بالإنجليزية)